# Чичерин, Георгий Васильевич
Гео́ргий (Ю́рий) Васи́льевич Чиче́рин (парт. псевдонимы Орнатский, Баталин, Михаил Шаронов, Осведомлённый; 12 [24] ноября 1872, имение Караул, Тамбовская губерния — 7 июля 1936, Москва) — русский революционер, советский дипломат, нарком иностранных дел РСФСР и СССР (1918—1930). Член ЦИК СССР I—V созывов, член ЦК ВКП(б) (1925—1930). Подписал Брестский мир 3 марта 1918 года.
После окончания Санкт-Петербургского университета в 1897 году Чичерин присоединился к императорской дипломатической службе. Впоследствии он стал активным участником революционного движения в России, но в 1904 году покинул свой пост, отрёкся от своих земельных владений и переехал в Берлин. Там его вступление в 1905 году в ряды меньшевиков РСДРП заложило основу для последующей долголетней партийной деятельности, в рамках которой он тесно сотрудничал с французскими социалистами и британским рабочим движением.
В период Первой мировой войны Георгий Чичерин принимал активное участие в пацифистской и благотворительной деятельности в Лондоне. В августе 1917 года англичане арестовали его, однако в январе 1918 года он был освобождён в рамках обмена на британского посла Джорджа Бьюкенена. После возврата в Россию Чичерин присоединился к большевикам и возобновил свою дипломатическую карьеру, участвуя в заключительном этапе переговоров по Брест-Литовскому мирному договору с Германией и впоследствии в мае 1918 года став наркомом иностранных дел РСФСР (с 1923 года — нарком иностранных дел СССР).
После заключения договоров, разрешающих территориальные и торговые споры, Чичерин возглавил советскую делегацию на Генэузской конференции 1922 года. Там он тайно заключил с Германией Рапалльский договор, устанавливающий нормальные торговые и дипломатические отношения между двумя странами и тем самым положивший конец дипломатической и экономической изоляции, наложенной на оба государства после Первой мировой войны.
Несмотря на то, что у Георгия Чичерина было незначительное влияние на определение внешней политики Советского Союза, он продолжал возглавлять её до своего вынужденного ухода в 1928 году из-за болезни. В 1930 году дипломат вышел на пенсию.

## Биография

### Происхождение и семья
Родился в дворянской семье (из старинного русского дворянского рода Чичериных). Отец — Василий Николаевич Чичерин (1829—1882) — родной брат историка права Бориса Николаевича Чичерина, дипломат, мать — баронесса Жоржина Егоровна Мейендорф (1836—1897), из остзейского дворянства, была внучкой, племянницей и двоюродной сестрой известных русских дипломатов Мейендорфов.
Родители Чичерина принадлежали к пиетистам и воспитывали его в том же духе. Главными впечатлениями детства Чичерина были постоянные молитвословия, совместное пение религиозных гимнов, чтение Библии вслух, вообще крайне экзальтированная атмосфера со взвинченными настроениями.
Племянник правоведа и философа Бориса Николаевича Чичерина.

### Детство и юность
В 1884 году поступил в Тамбовскую гимназию, через два года вместе с семьёй переехал в Петербург. В 1891 году окончил с золотой медалью Петербургскую гимназию. Окончил историко-филологический факультет Петербургского университета (1891—1895 гг.). Был полиглотом: помимо английского, французского, немецкого которыми в совершенстве владел. Знал многие другие языки, как европейские, так и восточные: изучал турецкий, хинди, арабский, ирландский; из древних языков знал древнегреческий, латынь, иврит и санскрит.
В 1898 г. поступил на службу в Министерство иностранных дел, где был сотрудником также его отец, работал в архиве МИД. 10 сентября 1898 был назначен коллежским секретарём, в апреле 1901 — титулярным советником. В 1901 году вместе со своим непосредственным начальником Н. П. Павловым-Сильванским, С. А. Белокуровым и Н. В. Голицыным принял участие в написании «Очерка истории Министерства иностранных дел. 1802—1902 гг.». В первые годы XX века работал над написанием «Исторического очерка дипломатической деятельности А. М. Горчакова», оставшегося незавершённым.
С юных лет был эрудитом, полиглотом, прекрасно играл на рояле и обладал феноменальной памятью. Серьёзно интересовался европейским модернизмом, был одним из выдающихся пропагандистов творчества Вагнера, Моцарта и Ницше в России. Чичерин сыграл существенную роль в формировании кругозора своего друга Михаила Кузмина, их переписка — важный историко-культурный памятник. Одной из причин их дружбы явилось то, что оба они были гомосексуалами. (В более поздние годы о гомосексуальности Чичерина, не бывшей секретом для всего Политбюро, упоминал секретарь Сталина Борис Бажанов).
Одновременно начинается и его увлечение левыми политическими идеями, приведшее его после 1904 года в лагерь меньшевиков.
В 1904 году Чичерин выехал в Германию в отпуск в связи с необходимостью поправить здоровье, формально оставаясь на службе в Министерстве иностранных дел.

### Революционная деятельность в эмиграции
Член РСДРП с 1905, входил в берлинскую секцию КЗО.
В 1907 году Чичерин был избран секретарём Заграничного центрального бюро РСДРП, в этой должности был на лондонском съезде. В это время Чичерин был близок к группе «Голоса Социал-Демократа».
В конце 1907 года Чичерин был арестован в Берлине, осуждён за пользование чужим паспортом, оштрафован и выслан из Пруссии. Некоторое время жил в Лейбене, близ Дрездена.
После переезда редакции «Голоса СД» в Париж Чичерин также туда переехал. Участвовал в работе Французской социалистической партии Жана Жореса. Был сторонником августовского блока (1912).
В 1914 году работал в Бельгии, откуда с началом Первой мировой войны переехал в Лондон. Стал членом Британской социалистической партии, а также одним из организаторов и секретарём Комитета помощи русским политкаторжанам и ссыльнопоселенцам. Главной помощницей Чичерина в работе по комитету была радикальная суфражистка Мэри Бриджес-Адамс. Официальной задачей комитета были сбор и пересылка денег революционерам, находившимся в российских тюрьмах, но под руководством Чичерина комитет постепенно превратился в политический орган, ведущий систематическую агитацию против российского правительства. Штаб-квартирой комитета был дом на Лексхем Гарденс, 96 в районе Кенсингтон.
Во время войны придерживался распространённой в большевистской среде позиции пораженчества.
После Февральской революции в России занимался отправкой политэмигрантов в Россию. Русский поверенный в делах К. Д. Набоков, выполняя указания Временного правительства, содействовал этому, но Чичерина не любил и характеризовал его как «графомана» и «типичного дегенеративного фанатика». Дело в том, что Чичерин продолжал антивоенную агитацию и не реагировал на предупреждения британского правительства.
22 августа 1917 года был арестован британскими властями как представляющий угрозу для общественной безопасности и обороноспособности Королевства. После Октябрьской революции и двух нот наркома иностранных дел Троцкого британскому послу Бьюкенену был освобождён (3 января 1918). Прибыл в Петроград 19 января 1918 года.

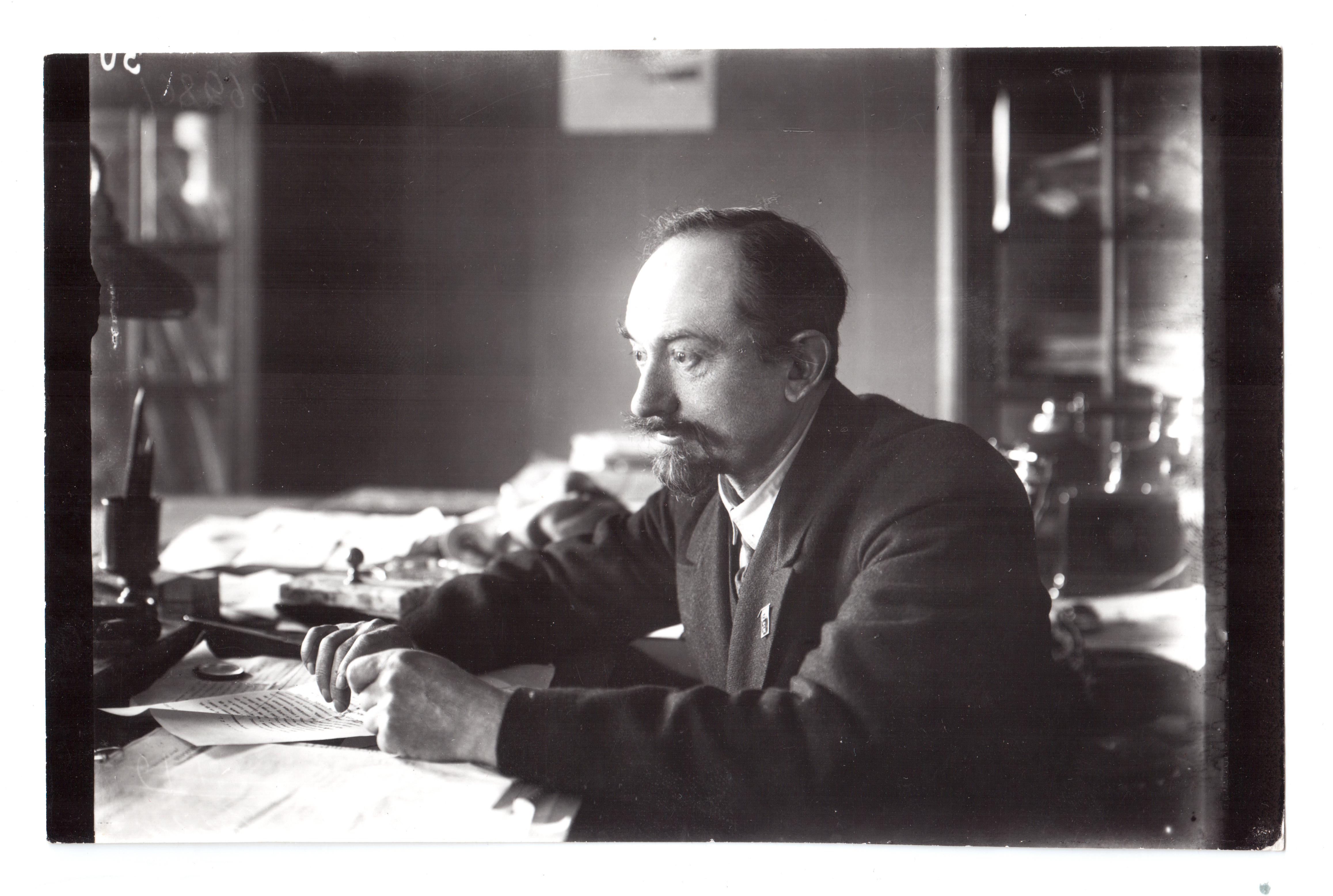
1926 г. Москва. В рабочем кабинете

21 января 1918 года был назначен заместителем наркома иностранных дел Троцкого, при этом Чичерин вступил в РКП(б).

### На дипломатической работе

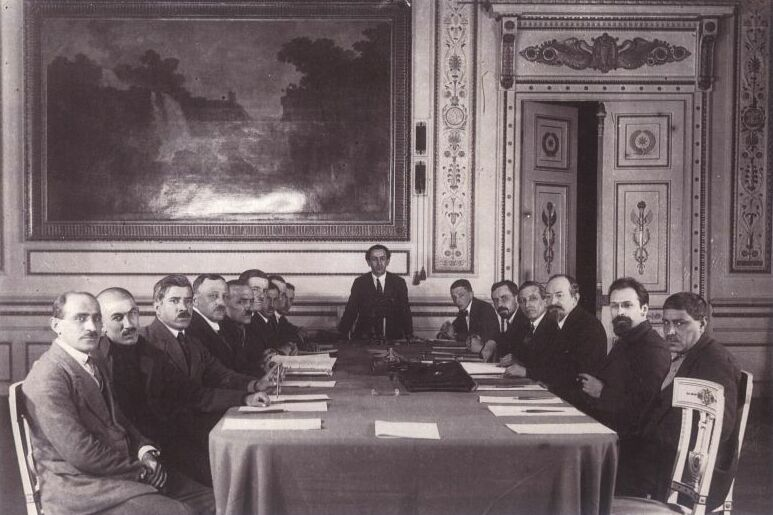
Чичерин (третий справа) во время подписания Московского договора о «дружбе и братстве» с Турцией

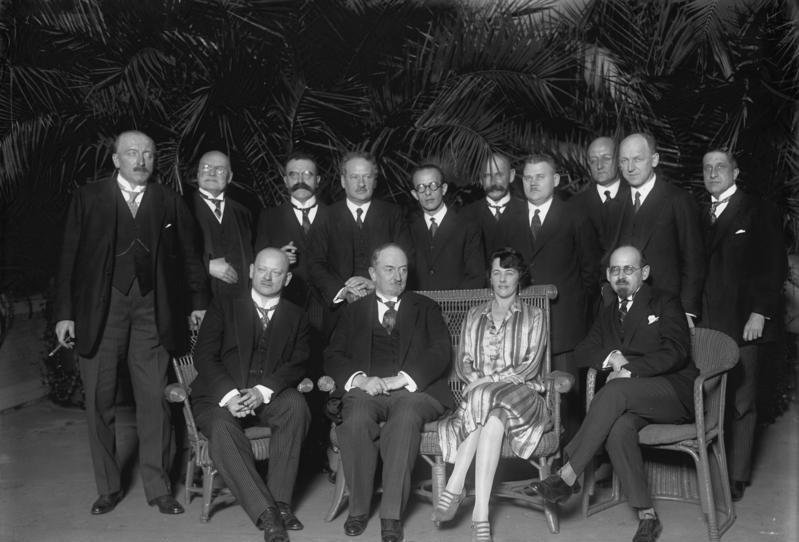
Чичерин и Штреземан и Крестинский в группе дипломатов. Берлин, 1928 год

«Чичерин — работник великолепный, добросовестнейший, умный, знающий. Таких людей надо ценить. Что его слабость — недостаток „командирства“, это не беда. Мало ли людей с обратной слабостью на свете!» — охарактеризовал Чичерина Ленин в июле 1918 года.
Подписал Брестский мир (3 марта 1918 года). С 13 марта, после перехода Троцкого в военный наркомат, стал и. о. наркома иностранных дел, с 30 мая 1918 года — народный комиссар по иностранным делам. Внёс существенный вклад в выведение Советской России из международной изоляции.
В 1920 заключил мирный договор с Эстонией.
В 1921 году заключил договоры с Турцией, Ираном и Афганистаном. По этим договорам отдавалась вся российская собственность в этих странах, но не «бесплатно»: например, договор с Ираном предусматривал при необходимости обеспечения безопасности советских границ свободный ввод войск на его территорию, что и произошло в августе 1941 года. 23 октября 1921 года направил В. И. Ленину записку, в которой указал, что некоторые местные сотрудники ВЧК ссорили советское государство «по очереди со всеми державами», представители которых вошли «в район их действий».
В апреле 1922 года возглавил советскую делегацию на Генуэзской конференции, во время конференции подписал с германским министром иностранных дел Вальтером Ратенау Рапалльский договор (название происходит от имени местечка Рапалло под Генуей, где состоялось подписание).
В 1923 году возглавлял советскую делегацию на Лозаннской конференции, где был определён послевоенный статус турецких проливов.
Подписал договоры СССР с Турцией (1925) и Ираном (1927).
Со своим заместителем Литвиновым, сменившим его на посту наркома иностранных дел СССР, Чичерин находился в натянутых отношениях.
Много болел. В августе 1928 года написал заявление с просьбой освободить его от должности по состоянию здоровья, объясняя это тем, что предыдущее семимесячное заграничное лечение ему не помогло. Политбюро в отставке отказало, направив Чичерина на лечение в Берлин и назначив Литвинова исполняющим обязанности наркома. Вернулся из Германии в Москву Чичерин 6 января 1930 года.
С июля 1930 года на пенсии. Незадолго до отставки закончил книгу о Моцарте и написал инструкцию своему преемнику, в которой предупреждал его о потенциальных проблемах на посту наркома:

Из наших, по известному, шутливому выражению, «внутренних врагов» первый — Коминтерн. До 1929 г. неприятностей с ним хоть и было бесконечно много, но в общем удавалось положение улаживать и преодолевать миллионы терзаний. Но с 1929 г. положение стало совершенно невыносимым, это смерть внешней политики… Особенно вредными и опасными были коминтерновские выступления наших руководящих товарищей и всякое обнаружение контактов между аппаратом и компартиями.
Следующий «внутренний враг», понятно, — ГПУ. … аресты иностранцев без согласования с нами вели к миллионам международных инцидентов, а иногда после многих лет оказывалось, что иностранца незаконно расстреляли (иностранцев нельзя казнить без суда), а нам ничего не было сообщено. … Ни одна полиция в мире не базировала бы дела на таких никчемных основах. Отсюда вечные скандалы. Ужасна система постоянных сплошных арестов всех частных знакомых инопосольств. Это обостряет все наши внешние отношения. Ещё хуже вечные попытки принудить или подговорить прислугу, швейцара, шофера посольства и т. д. под угрозой ареста сделаться осведомителями ГПУ. Это именно испортило более всего наши отношения с англомиссией до разрыва. … Об авантюрах заграничных агентов ГПУ писать нельзя.

…Ужасное безобразие — наше радиовещание. Когда во время германских стачек наша мощная радиостанция по-немецки призывает стачечников к борьбе, или когда она призывает немецких солдат к неповиновению,— это нечто недопустимое. Никакие международные отношения при таких условиях невозможны.— 
Скончался 7 июля 1936 года, похоронен на Новодевичьем кладбище в Москве.

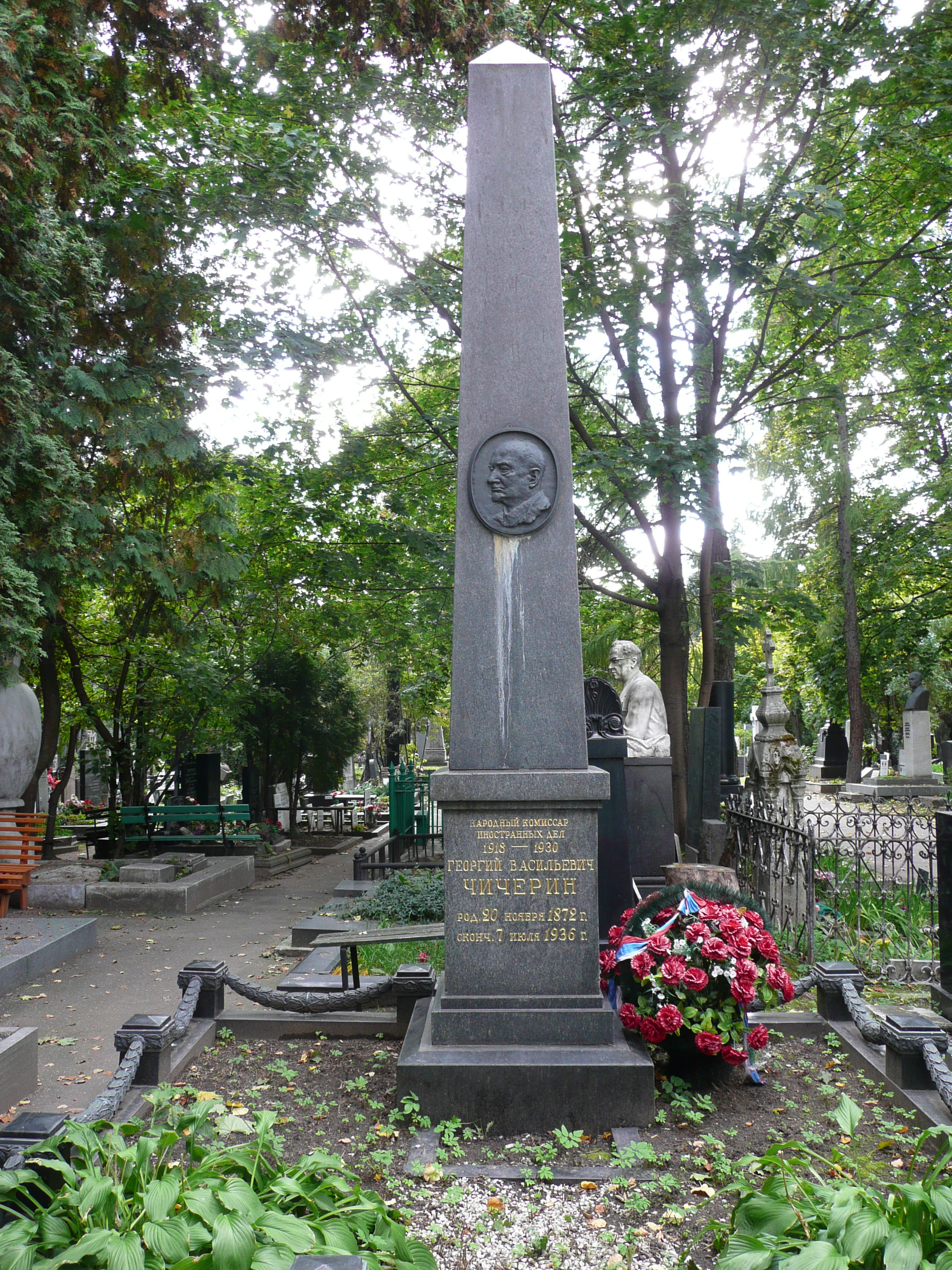
Надгробный обелиск на Новодевичьем кладбище

Советских наград не имел, был награждён орденом Красного Знамени Монгольской Народной Республики.

## Память
В Москве в память о Чичерине на стене здания, в котором он работал, была установлена мемориальная доска.
В его честь названа
Чичеринская улица в Петергофе (Санкт-Петербург), а также
улица в Москве,
улица в Оренбурге и многих других городах России.
В 1987 году в Тамбове открыт дом-музей Г. В. Чичерина как филиал Тамбовского областного краеведческого музея. Размещается в бывшем барском доме городской усадьбы Василия Николаевича Чичерина (ул. Советская, 63)
Почётный курсант Московского высшего военного командного училища.

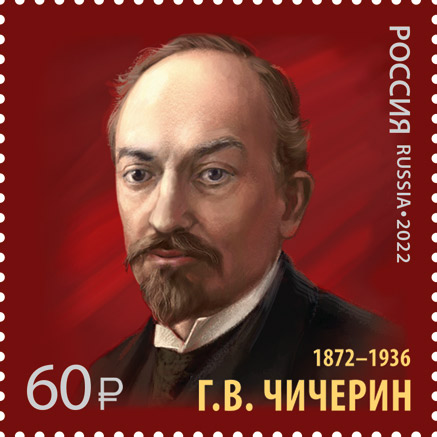
Почтовая марка, 2022 г.

В 2022 году выпущенная почтовая марка из серии «История российской дипломатии», посвящённая 150-летию со дня рождения Г. В. Чичерина (1872—1936), государственного деятеля, дипломата.
В честь Г. В. Чичерина названа коса (коса Чичерина, Чукотское море, остров Врангеля, коса была открыта в 1926 году Г. А. Ушаковым, им же было присвоено название косе) и лагуна (лагуна Чичерина, Чукотское море, остров Врангеля).

## Образ в кино

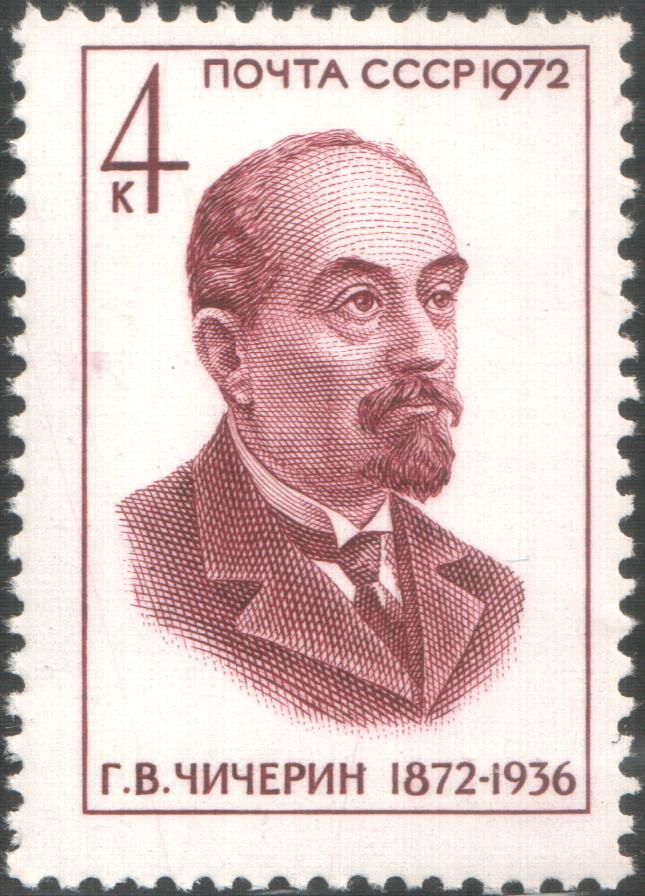
Почтовая марка СССР, 1972 год

- Почтовая марка СССР, 1972 год"Москва — Генуя" — советский фильм 1964 года о Генуэзской конференции, в роли Чичерина — Григорий Белов
- «Bürgerkrieg in Rußland» (1967) — немецкий (ФРГ) исторический сериал, в роли Вернер Ливен / Werner Lieven.
- «Гимнастёрка и фрак» — советский полнометражный документальный фильм, снятый в 1968 году на Центральной студии документальных фильмов
- «Штрихи к портрету В. И. Ленина» — советский фильм 1968 года, в роли Чичерина — Зиновий Филлер.
- «Шестое июля» (1968) и «Красные дипкурьеры» (1977 года), в роли Чичерина — Борис Рыжухин
- «Звёзды не гаснут» — советский биографический фильм 1971 года, в роли Евгений Самойлов.
- «Чичерин» — советский двухсерийный биографический фильм 1986 года, в роли Чичерина — Леонид Филатов

## Сочинения
- Очерки из истории юношеского интернационала Архивная копия от 28 октября 2021 на Wayback Machine / С предисл. О. Скара; РСФСР. Рос. ком. союз молодежи. — М.: Гос. изд., 1920. — 99 с.
- Моцарт : Исследовательский этюд. — 5-е изд. — Л.: Музыка, 1987. — 205 с., [16] л.
- Исторический очерк дипломатической деятельности А. М. Горчакова / Российская акад. наук, Отд-ние ист.-филологических наук, Ин-т всеобщей истории, Российский гос. ист. архив. — М.: Любимая Россия, 2009. — 550, [1] с. — ISBN 978-5-9607-0019-1